# Municipio de Livonia
El municipio de Livonia (en inglés: Livonia Township) es un municipio ubicado en el condado de Sherburne en el estado estadounidense de Minnesota. En el año 2010 tenía una población de 5951 habitantes y una densidad poblacional de 71,65 personas por km².

## Geografía
El municipio de Livonia se encuentra ubicado en las coordenadas 45°26′2″N 93°33′47″O / 45.43389, -93.56306. Según la Oficina del Censo de los Estados Unidos, el municipio tiene una superficie total de 83.06 km², de la cual 80.28 km² corresponden a tierra firme y (3.35%) 2.78 km² es agua.

## Demografía
Según el censo de 2010, había 5951 personas residiendo en el municipio de Livonia. La densidad de población era de 71,65 hab./km². De los 5951 habitantes, el municipio de Livonia estaba compuesto por el 96.07% blancos, el 0.49% eran afroamericanos, el 0.64% eran amerindios, el 1.04% eran asiáticos, el 0.03% eran isleños del Pacífico, el 0.39% eran de otras razas y el 1.34% pertenecían a dos o más razas. Del total de la población el 1.53% eran hispanos o latinos de cualquier raza.